# Temple vaudois de Livourne

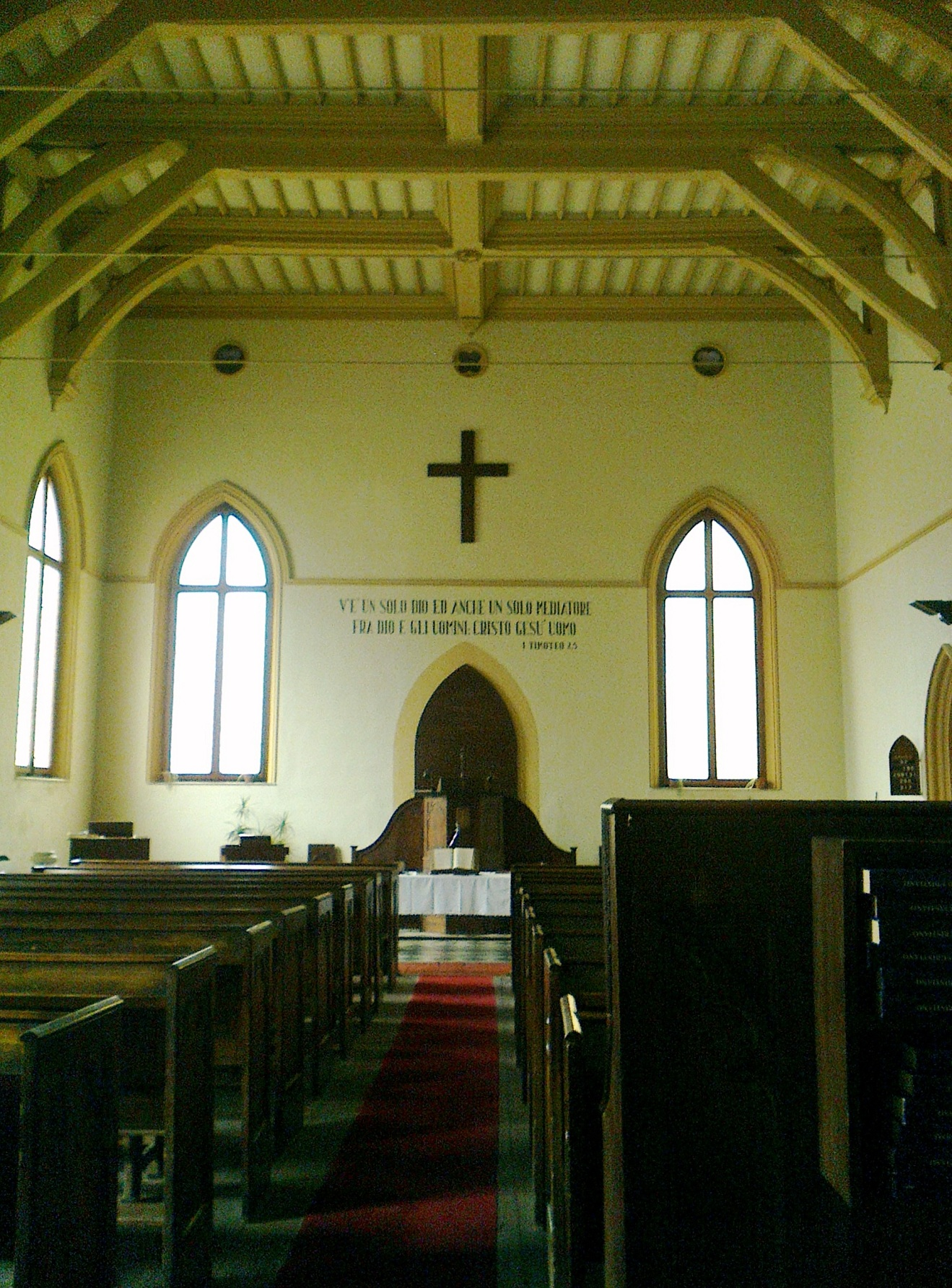
Intérieur

Le temple vaudois de Livourne est un lieu de culte protestant situé à Livourne, commune de Toscane en Italie. Construite pour la communauté presbytérienne de l'Église d'Écosse, la paroisse est aujourd'hui membre de l'Église évangélique vaudoise.

## Histoire
Depuis la Renaissance, Livourne est une ville cosmopolite, un port franc sur la mer méditerranée qui attire les commerçants et une terre de refuge en raison des lois livournaises tolérantes. Ainsi les Granas, communauté juive, possède une des plus grandes synagogues d'Europe avec la Synagogue portugaise d'Amsterdam.
La présence de citoyens britanniques à Livourne est documenté au moins depuis le XVIIe siècle. Cette communauté, essentiellement constituée d'anglicans, n'est autorisée à construire sa propre église officielle qu'au XIXe siècle. L'église anglicane Saint-Georges est entre 1839 et 1844 dans l'ancien cimetière anglais de Livourne.
La communauté presbytérienne appartenant à l'Église d'Écosse demande la construction d'un deuxième lieu de culte, surtout à la suite du schisme de 1843, qui voit la naissance de l'Église libre d'Écosse. À partir de 1845, les presbytériens abandonnèrent l'église Saint-Georges et se rassemblent dans une salle de la via Castelli. Grâce à la détermination du révérend Robert Walter Stewart une souscription est ouverte. Dans un terrain voisin du cimetière anglais est élevé un nouveau temple,
Selon le chanoine Giuseppe Piombanti, les plans sont dressé par l'architecte Rumball d'Édimbourg. Afin de ne pas provoquer de scandale dans le clergé catholique, le concepteur a dû créer un bâtiment semblable à un palais. L'église a été ouverte en 1849.
Les presbytériens célébrent leur culte dans le temple de la via Verdi jusqu'au début du XXe siècle. Plus tard, ils fondèrent une nouvelle chapelle au Seamen's Institute (aujourd'hui disparu), destiné à l'accueil des marins anglo-saxons arrivant au port de Livourne. En 1911, l'édifice est rachetée par l'Église évangélique vaudoise, présente à Livourne depuis 1861, avec un temple construit près de l'actuelle Piazza Manin.

## Description
Le bâtiment est de plan rectangulaire, caractérisé par une façade à trois grandes portes ogivales et trois rangées de fenêtres fermées par des arcs en ogive de style néogothique. Du côté oriental, jusqu'à la deuxième période d'après-guerre, s'ouvre le jardin du temple, qui donne également sur l'entrée du temple. Dans les années 50, elle fut transformée en place devant l'entrée du cinéma Odéon.
À l'intérieur, au rez-de-chaussée, se trouvent les salles des activités de l'église et de la salle du temple, tandis qu'aux étages supérieurs, il se trouvait la maison presbytérale avec les logements du pasteurs.
La nef est une vaste pièce rectangulaire, qui s'étend en hauteur jusqu'à l'étage supérieur du bâtiment et est éclairée par de hautes fenêtres en ogive. À l'origine, le temple était équipé de vitraux polychromes très précieux, ainsi qu'un grand orgue conçu par l'ingénieur Angelo Gamberai. L'ensemble est détruit lors des bombardements de la Seconde Guerre mondiale.